# ゆきのあかり
ゆきの あかり（1994年6月22日 - ）は、日本の同人書籍編集者、元ニューハーフAV女優である。
JETSTREAM（旧 VERGER）所属。高専卒。

## 略歴
- 2014年2月6日、『フル勃起ニューハーフ ゆきのあかり』（グローリークエスト）でAVデビュー[3]。

- 2014年7月よりケイ・エム・プロデュースのレーベル「REAL」の専属となる。
- 2015年8月7日、僕たち男の娘発足記念コラボのスナック☆アケミンvol.13で僕たち男の娘専属の橘芹那、みやび音羽とイベント出演する。

- 2016年5月27日、『緊縛 フィスト 浣腸 そして引退』（僕たち男の娘）をもってAV引退。引退後もイベントや個人的な活動は続けるとしている。
- 2017年3月10日、『オナ禁1ヶ月で全身性感帯になったニューハーフの馬並み発射！ ゆきのあかり』（僕たち男の娘）でAV再デビュー。

- 2017年6月下旬にTwitter、Blogを閉鎖[4]。

## 人物
- タマありサオありで豊胸によるEカップの胸を持つニューハーフAV女優[2]。
- 女として犯されたいという欲求から女性の体を目指す[2]。
- 夢は複数の男性に陵辱される肉便器プレイであった[2]。
- 好きな男性のタイプは理系男子[2]。
- 彼氏にしたい男性のタイプは努力家[2]。
- 趣味はアニメ、映画、おしゃれ、カメラ、コスプレ、ドライブ、バイク、料理[5]。

## 作品

### アダルトビデオ
- フル勃起ニューハーフ（2月6日、グローリークエスト）
- She Male Queen 極太ペニクリ美女をアナル調教（3月19日、ゑびすさん）
- バイ@グラニューハーフ ゆきのあかり19歳（3月20日、レイディックス）
- ニューハーフ露出温泉 #04（3月28日、メーテルホルモン）
- 極嬢シーメール Vol.5 －加速する規格外の「美」感涙の初登場－ AKARI（3月28日、メンズキャンプ）
- ママはニューハーフ（5月1日、グローリークエスト）
- 淫乱アナル連続アクメドスケベ美人ニューハーフ（5月1日、ゑびすさん）
- 男の子っぽいSな女の子と女の子っぽいMな男の娘のイケナイ筆おろし（5月9日、NON）
- 竿ありタマありの爆ニューハーフは一見にしかず ドッキリ編 with さくら悠（5月23日、チェリーズ）
- 素人援交生中出し 171（6月1日、プラム）
- ニューハーフアイドル 羞恥緊縛調教（6月5日、グローリークエスト）
- 小悪魔ロリとニューハーフ 〜NEW STYLE LESBIAN〜（6月13日、U&K）
- ゆきのあかりの汗ダク、濃厚、ガン掘りSEX（6月14日、HERO）
- 巨根とアナルに媚薬注入 変態ニューハーフ（7月11日、REAL）
- 女装子専門デリバリーヘルス 3（7月20日、レイディックス）
- ドM女教師 教え子達に調教されて巨根をフル勃起（8月8日、REAL）
- 巨根ニューハーフ調教温泉（9月12日、REAL）
- 肉便器ドMニューハーフ（10月10日、REAL）
- 初緊縛で吊るされた巨根ニューハーフ（11月14日、REAL）
- チ○ポ狂いの人妻に犯された恥ずかしいデカマラのワタシ（12月12日、REAL）
- こう見えてボクたちオトコの娘（12月26日、REAL）

- カワイすぎる女装男子大島薫と美人すぎるニューハーフアイドルゆきのあかりのW巨根レズナンパ（1月9日、REAL）　※Onafesグランプリ2015 エントリー作品
- 変態ニューハーフゆきのあかりの汁まみれチ○ポ狩り（1月9日、REAL）
- でっかいチンコはキライですか? 奇跡のニューハーフ ゆきのあかり（1月13日、U&K）
- 24時間ボクだけのゆきのあかり（2月13日、REAL）
- 精子の匂いだけで勃起しちゃう僕（3月5日、GARCON）
- ゆきのあかりのニューハーフ!ナンパ中出し!（3月13日、ケイ・エム・プロデュース）
- 痴漢懇願変態ニューハーフOL（3月19日、グローリークエスト）
- もし息子が娘ならこうする。── 父と母がニューハーフになって帰ってきた息子のチ○ポを取り合って困った とんでもない親子の近親相姦（3月25日、ビッグモーカル）
- デカちん美人ニューハーフがイクッ!（3月25日、ダスッ!）
- レアル卒業記念 ゆきのあかりBEST4時間（4月10日、REAL）※総集編、撮り下ろしシーンあり
- 美しすぎるニューハーフのドMアクメ（4月16日、グローリークエスト）
- NH催眠術師ゆきのあかり&ドッキリ催眠術仕掛け人葉月美音 実は、2人とも騙されちゃいました（5月20日、催眠プロジェクト・イレブン）
- モッコリニューハーフのレオタード着衣射精（5月21日、グローリークエスト）
- 弄って欲しいオトコの娘たちのガン掘り性交4時間（6月5日、NON）
- わたしは変態シーメールです♥ 巨根ギン勃ち男の娘がケツマ●コ肉便器にされちゃった!（6月25日、シャーク）
- 変態家族に改発された私の恥ずかしいカラダ（6月26日、僕たち男の娘）
- 女監督ハルナの素人レズ!?ナンパ デカちんニューハーフゆきのあかりがHな素人女子にペニクリフル勃起!（7月15日、ピーターズ）
- ヒプノティック・レズビアン 3 葉月美音探偵事務所 エンドレス催眠淫夢の罠!（7月17日、催眠プロジェクト・イレブン）
- ジャッカル 〜修羅姫たちの快楽処刑台〜 Round-02 錯乱の隷属姉弟（8月7日、アタッカーズ）
- レズ・オーガズム 2（9月1日、h.m.p）　※AV OPEN2015 エントリー作品
- アナルマゾ肉便器ニューハーフ 偽りの美人秘書羞恥拷問（9月1日、シネマジック）
- 美人ニューハーフ6人の自画撮りアナニー 2（9月17日、グローリークエスト）
- おちんぽ女神様(ニューハーフ)に3つのお願い（9月18日、PVA）
- 偽女神拷問伝 〜Episode2 特殊部隊 ゆきのあかり〜（10月13日、 Baby Entertainment ）
- 絶世のニューハーフのペニクリはみ出しコスプレ（11月1日、MOODYZ）
- WニューハーフのデカマラをW痴女が焦らし寸止めで虐め抜く（11月5日、グローリークエスト）
- 勃起が卑猥すぎる美少女ニューハーフ（11月25日、ダスッ!）
- フィスト解禁!女の子に腕まで突っ込まれて…私もう限界です。（11月27日、僕たち男の娘）
- ダスッ!2015年 鬼畜 総決算8時間（12月25日、ダスッ!）

- 黒人解禁!!（1月8日、APA）※Onafesグランプリ2016 エントリー作品
- 美系デカチンニューハーフSP4時間（1月19日、S-CHANNEL）
- えっ…娘のチ○ポでかっ! 家出息子がニューハーフになって帰ってきた! デカチン目当てに夜這いする姉と父親の近親相姦（1月25日、ビッグモーカル）
- 射精管理されたデカちんニューハーフ（2月25日、ダスッ!）
- 近親相姦 帰ってきた息子はニューハーフ 息子のデカチンを見た母と姉は…（3月11日、REAL）
- MOODYZ2015年全タイトル16時間（4月1日、ムーディーズ）
- 家出息子が帰ってきたら、なんと!! ニューハーフになって帰ってきた!! そんな息子に欲情する家族!（4月19日、S-CHANNEL）
- 男の娘出張クラブ 勃起クィーン21人（4月20日、プールクラブ・エンタテインメント）
- ゆきのあかりBEST8時間（5月5日、グローリークエスト）※総集編
- 緊縛 フィスト 浣腸 そして引退（5月27日、僕たち男の娘）
- 僕たち男の娘 1周年記念 8時間BEST（6月10日、僕たち男の娘）
- もしも息子が娘になって帰ってきたら…父と母と姉がデカチ○ポを取り合う近親相姦（7月13日、S-CHANNEL/HERO）
- 巨根ニューハーフゆきのあかりのフル勃起ソープランド 泡まみれのあかり嬢が全身使って泡踊り!亀頭をヌルヌルさせてからのコネクリ兜合わせで勃起度アップで興奮度もアップ!（7月25日、黒髭/妄想族）
- 義母はニューハーフ（8月12日、レアルワークス）
- 僕たち男の娘 1周年記念 美しすぎる男の娘たちの発射噴射20連発（8月12日、僕たち男の娘）
- S級ニューハーフゆきのあかりのジェンダーレスな元カレ（8月25日、黒髭/妄想族）
- 可愛ければ勃っててもいいよね? めっちゃモッコリ娘が義母や義父やおじいちゃんと前立腺セックス! 近親相姦・極上ニューハーフ4時間SP（9月25日、ビッグモーカル）
- 近親相姦 ニューハーフの息子のデカチンを見た。父、母、姉は…（11月25日、レアルワークス）

- ニューハーフ!ナンパ中出し!BEST4時間（2月10日、レアルワークス）
- ニューハーフ20人!4時間SPII（2月10日、レアルワークス）
- オナ禁1ヶ月で全身性感帯になったニューハーフの馬並み発射!（3月10日、ケイ・エム・プロデュース）
- 夢の競演!こう見えて僕たち男の娘 美人すぎるNHゆきのあかり カワイすぎる女装娘リンドル星川（4月14日、ケイ・エム・プロデュース）
- 特務捜査官拷問 NEXT GENERATION FILE 2（4月25日、BabyEntertainment）
- 僕たち男の娘 2周年記念 8時間BEST（5月12日、僕たち男の娘）
- 夢の2大共演。絶世の美少女NHハーレム 城星凜×ゆきのあかり（5月13日、ダスッ!）
- 口壊 喉レイプ凄絶イラマチオ vol.2（5月25日、BabyEntertainment）
- 義母はニューハーフ 姉妹編（6月9日、レアルワークス）
- 勃起薬を飲んだニューハーフ達 七人のビンビンNHたち（6月20日、レイディックス）

### 写真集
同人電子書籍（コスプレROM）ゆばにら名義
1. 腸狩り（2016年8月12日）
2. Fe:Re:s（2016年8月12日）

## 出演

### テレビ
- ダラケ! シーズン7 第1回「さおあり美人AV女優」ダラケ（2016年4月14日、BSスカパー!）

### イベント
- コスホリック13（2014年12月28日、サンライズビル東京）- 衣装はシェリル・ノーム ｢ステージ衣装/ライオン｣（マクロスF）[6]

### インターネット放送
- トイズハートプレゼンツBUBKA「きのう誰食べた」（2015年09月03日ゲスト出演、ニコニコ生放送）[7]